# Francisco Massinga
Francisco Massinga, noto come Whiskey (6 maggio 1986), è un ex calciatore mozambicano, di ruolo difensore.

## Carriera

### Club
Ha sempre giocato nel campionato mozambicano.

### Nazionale
Conta 29 presenze con la nazionale del suo paese.